# Simeó Movilă
Simeó Movilă (en romanès Simion Movilă) fou un Voivoda (Príncep) de Valàquia entre els anys 1600 i 1601 i del 1601 al 1602 i de Moldàvia entre els anys 1606 i 1607.
Era el segon fill de Ioan Movilă. Proper al seu germà Ieremia, ja de jove ocupà càrrecs d'importància a la seva cort. Amb la intervenció armada dels polonesos per restituir el seu germà al tron de Moldàvia, el canceller polonès Jam Zamoisky el va col·locar com a Voivoda de Valàquia el 20 de setembre de 1600 en substitució de Miquel el Valent, que havia fugit a Viena. El 4 d'agost de 1601 amb el retorn del príncep valac va fugir a Moldàvia,però uns mesos més tard, al novembre del mateix any, un cop que Miquel el Valent morí i els polonesos tornaren a controlar Valàquia va tornar a estar al capdavant d'aquest Principat.
Però la situació lluny d'estabilitzar-se a Valàquia s'anava degradant per moments i els polonesos havien de retirar part dels seus efectius en part pel conflicte que havia esclatat envers Suècia. Davant d'això tant l'emperador Rodolf II com els otomans començaren a pressionar perquè Simeó renunciés al tron valac, cosa que hagué de fer al juliol de 1602 en detriment de Radu Şerban, desplaçant-se a Moldàvia.
Resta a la cort del seu germà Ieremia com una de les més fermes persones de confiança, tal com ho demostra el fet que al traspàs d'aquest ell fos designat Voivoda de Moldàvia el 30 de juny de 1606, càrrec que ocupà fins al seu traspàs el 14 de setembre de 1607 essent enterrat al costat del seu germà al monestir de Suceviţa.
Simeó Movilă es casà amb Marghita Melania Zolkiewska, una noble polonesa amb qui tingué tres fills:
- Mihai Movilă, Voivoda de Moldàvia
- Gavril Movilă, Voivoda de Moldàvia
- Petru Movilă, Metropolità de Kíev (1633-1647).